# Behind the Scene
Behind the Scene è il sesto album in studio della cantante di musica country statunitense Reba McEntire, pubblicato nel 1983.

## Tracce
1. Love Isn't Love ('Til You Give It Away) – 3:09 (Don Roth, Timmy Tappan)
2. Is It Really Love – 2:54 (Rita Gannon, Donald Hare)
3. Reasons – 2:06 (Reba McEntire)
4. Nickel Dreams – 2:55 (Donny Lowery, Mac McAnally)
5. One Good Reason – 2:59 (Bob DiPiero, Johnny MacRae)
6. You Really Better Love Me After This – 3:50 (Bill Rice, Sharon Vaughn)
7. There Ain't No Future in This – 2:34 (B. Rice, Vaughn)
8. Why Do We Want (What We Know We Can't Have) – 2:37 (Don King, Dave Woodward)
9. I Sacrificed More Than You'll Ever Lose – 2:37 (James Benton, Beverly J. Carlton)
10. Pins and Needles – 2:15 (Janis Carnes, Rick Carnes, Chip Hardy)